# Constitutions apostoliques
Pour les articles homonymes, voir Constitution apostolique.

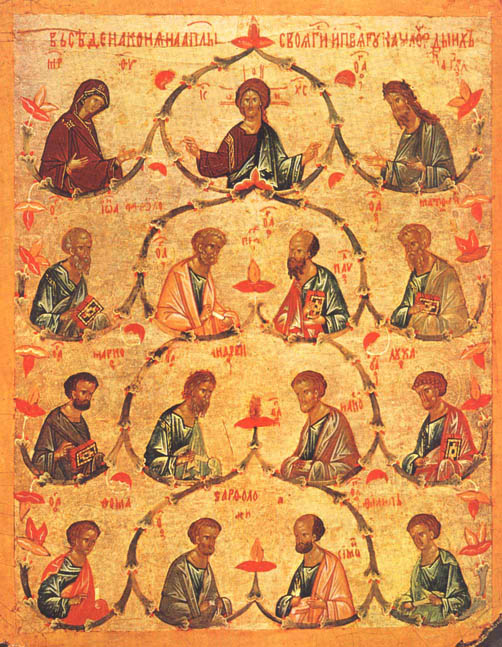
La synaxe du Divin et des apôtres les plus louables.

Les Constitutions apostoliques (en latin : Constitutiones apostolicæ ; en grec : Διαταγαὶ τῶν ἁγίων ἀποστολῶν / Diatagaì tô̄n hagíōn a̓postolô̄n) sont un recueil de doctrine chrétienne, de liturgie et de discipline ecclésiastique écrit à Antioche vers la fin du IVe siècle, destiné à servir de guide pour les œuvres du clergé ainsi que pour une partie du laïcat. Elles réunissaient les traditions et les écrits qui pouvaient faire loi pour les chrétiens. Aujourd'hui, une constitution apostolique est un document du pape qui concerne la foi, les mœurs et l'administration de l'Église catholique.
Les Constitutions  sont censées être l'œuvre des douze apôtres, transmises par le pape Clément de Rome au début du IIe siècle. Elles ont été lues et relues au long de l'histoire, et pour cela, leur valeur historique est non négligeable.
Les six premiers livres sont inspirés de la Didascalie des apôtres. Le septième est tiré de la Didachè. Le huitième est une composition mixte, issue du travail des synodes et des conciles. Leur canonicité fut rejetée au IVe siècle par le décret de Gélase, ce qui n'empêche pas Jean Damascène de les citer encore au VIIIe siècle. Elles sont canoniques pour l'Église éthiopienne.

## Contenu
Les Constitutions apostoliques contiennent huit traités sur la discipline chrétienne des premiers temps du mouvement, ainsi que sur son culte et sa doctrine. Leur but était de servir de manuel de directives pour le clergé et dans une certaine mesure pour les laïcs. Elle prétend être l’œuvre des douze apôtres, dont les instructions, sont données soit par eux en tant qu'individus, soit en tant que corps.
La structure des Constitutions apostoliques peut être résumée ainsi :
- Les livres 1 à 6 sont une reformulation libre de la Didascalia Apostolorum qui a été composé dans la première partie du IIIe siècle, peut-être vers 230[2]. Le livre 2 contient entre autres une description de la messe dans la structure qu'elle a encore aujourd'hui (ch.57, §§1-21) : Entrée, Parole, Offertoire, Prière Universelle, Eucharistie, Communion.
- Le livre 7 est partiellement basée sur la Didachè. Les chapitres 33-45 du livre 7 contiennent des prières similaires aux prières juives utilisées dans les synagogues. La Didachè est une œuvre qui date de la première moitié du IIe siècle[3], ou plus probablement de la fin du Ier siècle[3], voire, selon Thomas O'Loughlin, d'avant la révolte juive (66-70)[4].
- Le livre 8 est composé comme suit :
  - les chapitres 1-2 contiennent un extrait d'un traité perdu sur les charismata ;
  - les chapitres 3-46 sont basés sur la Tradition apostolique, considérablement élargie avec d'autres matériels ;
  - le chapitre 47 est connu comme les « Canons des Apôtres », il a eu une diffusion plus large que le reste du livre.

Le meilleur manuscrit a des tendances ariennes qui ne se trouvent pas dans d'autres manuscrits car ces passages pourraient avoir été censurés comme hérétiques.
Les Constitutions apostoliques sont une source importante pour l'histoire de la liturgie dans le rite antiochien. Il contient un aperçu d'une anaphore dans le livre deux, une anaphore complète dans le livre sept (qui est une extension de celle trouvée dans la Didachè), et la liturgie complète du huitième livre des Constitutions apostoliques, qui est la forme la plus ancienne connue et qui peut être décrite comme une Divine Liturgie complète.

## Traduction
- Les Constitutions apostoliques, Introduction, traduction et notes par Marcel Metzger, professeur à la faculté de théologie catholique de Strasbourg, Sources chrétiennes n° 320, 329, 336;  Éditions du Cerf, 1992 (3 volumes).
- Autre traduction française : Collection "Sagesses chrétiennes", CERF, 2012